# Cloruro di vanadio(IV)
Il cloruro di vanadio(IV) o tetracloruro di vanadio è il composto inorganico binario avente formula molecolare VCl4. In condizioni normali è un liquido rosso scuro, che si decompone con la luce o con l'umidità dell'aria formando rispettivamente cloro e acido cloridrico. VCl4 è disponibile in commercio. Viene usato industrialmente come catalizzatore per produrre gomme e polietilene, e come precursore per la sintesi di altri composti di vanadio.

## Storia
Il composto VCl4 fu sintetizzato per la prima volta nel 1869 da Henry Enfield Roscoe. Il composto fu ottenuto bruciando vanadio metallico o nitruro di vanadio (VN) con un eccesso di cloro.

## Struttura molecolare e configurazione elettronica
VCl4 è un composto molecolare. Sia in fase liquida che in fase gassosa è formato singole molecole tetraedriche VCl4 non associate. Lo ione V4+ ha configurazione elettronica d 1 e il singolo elettrone spaiato rende paramagnetico il composto. È una delle poche sostanze liquide che siano paramagnetiche a temperatura ambiente.

## Sintesi
Il metodi più comuni per la preparazione di VCl4 sono per sintesi diretta da vanadio e cloro a 300 °C:
V + 2 Cl2 → VCl4
o per disproporzione da VCl3 al di sopra dei 300 °C:
2 VCl3  → VCl4 + VCl2
Alternativamente si può trattare V2O5 con agenti cloruranti come SOCl2 e S2Cl2.

## Reattività
VCl4 si decompone lentamente a temperatura ambiente formando VCl3 e Cl2; questo può provocare esplosioni in recipienti chiusi. In presenza di acqua si decompone formando VOCl2 di colore blu. È solubile in acido cloridrico concentrato, etere etilico e altri solventi non polari.
VCl4 si comporta da acido di Lewis e reagisce con molti leganti donatori formando complessi paramagnetici, in genere con geometria ottaedrica e formule tipo [VCl6]2– e [VCl4L2].

## Applicazioni
Oltre alle applicazioni citate nell'introduzione, VCl4 è usato in sintesi organica per accoppiare fenoli. Ad esempio, converte il fenolo in 4,4'-difenolo:
2C6H5OH + 2 VCl4 → HOC6H4–C6H4OH + 2 VCl3 + 2 HCl

## Tossicità / Indicazioni di sicurezza
VCl4 è disponibile in commercio. Il composto provoca gravi ustioni cutanee e gravi lesioni oculari. È tossico per ingestione, inalazione o contatto cutaneo. Non ci sono evidenze di effetti cancerogeni. Non sono disponibili dati su effetti ambientali.